# 영일군
| Daedongyeojido (Gyujanggak) 16-01.jpg |
| Daedongyeojido (Gyujanggak) 17-01.jpg |

영일군의 기

영일군(迎日郡)은 경상북도의 이전 행정구역으로, 1914년부터 1994년까지 존재했던 경상북도의 군이다. 1914년 행정구역 개편으로 흥해군·청하군·연일군·장기군이 통합되어 영일군이 형성되었다.
1949년 군내 포항읍이 시로 승격·분리되었다. 군청은 분리된 포항시내에 있었으며, 영일군과 포항시는 분리된 행정구역이었지만 사실상 한 생활권을 유지했다. 1994년 도농복합 정책인 '경기도남양주시등33개도농복합형태의시설치등에관한법률' 제정에 따라 1995년 1월 1일부로 영일군이 정식으로 폐지되고 다시 통합된 포항시가 출범하였다.

## 역사
- 선사 시대 유물과 유적으로 보아 사람들이 살고 있었음
- 삼한 시대 진한땅의 근기국에 속함
- 신라 시대 근오지현(斤烏支縣)이 되었다.
- 757년 임정현(臨汀縣)으로 개칭하고 의창군(義昌郡 : 흥해)의 영현이 되었다.
- 고려 시대 영일현(迎日縣) [또는 연일현(延日縣)]으로 개칭하였다. 1018년에 경주의 속현이 되었다가 1390년에 감무를 파견하면서 주현으로 승격하였다.
- 1417년 진을 설치하고 병마사가 지현사(知縣事)를 겸임하게 하였고, 1423년에 병마첨절제사(兵馬僉節制使 : 종3품)으로 개칭되었다가 후에 현감으로 격하되었다.
- 1895년 6월 23일(음력 윤5월 1일) 이십삼부가 정식으로 시행되면서 동래부 연일군이 되었다.[1]
- 1896년 8월 4일 경상북도 연일군이 되었다.[2]
- 1914년 4월 1일 연일군과 흥해군, 청하군, 장기군이 영일군으로 통폐합되었다.[3][4] (17면)

| 조선총독부령 제111호 |                | |
| 구 행정구역 | 신 행정구역    | 신 행정구역 |
| 흥해군 신광면(神光面) 사미동/모정동/가척동, 토성리/송동 일부, 호촌동/중리, 우각동/송동 일부/당내동 일부, 벽동/흥곡동/당내동 일부/송동 일부/(기계면)종단동 일부, 냉수동/신리, 중성리/죽동, 상읍리, 안지동/지덕리, 기일동/학전동, 반곡리, 입석리/구만동, 마북동 | 신광면         | 사정동, 토성동, 호리동, 우각동, 흥곡동, 냉수동, 죽성동, 상읍동, 안덕동, 기일동, 반곡동, 만석동, 마북동                                                                                 |
| 흥해군 기계면(杞溪面) 현내리, 문성리, 거일동/망봉동/화봉동, 화성리, 내만동/종단동 일부, 칠성리/화계동, 학야리, 봉계동/이동/인비동 일부, 고척리/와지리, 지가동/인비동 일부, 인비동 일부, 남계리, 가천동/안심동/금동, 구지동/인비동 일부, 계전동/정자동/신전동, 미남동/미로동/당곡동, 신기리/용전동, 은천동/관암동, 물율동/탐동, 대곡리/고통리/대평동, 탑동/중리/정동, 오도리/덕동, 성법동 | 기계면         | 현내동, 문성동, 화봉동, 화대동, 내단동, 성계동, 학야동, 봉계동, 고지동, 지가동, 인비동, 남계동, 가안동, 구지동, 계전동, 미현동, 용기동, 관천동, 율산동, 대곡동, 탑정동, 오덕동, 성법동 |
| 흥해군 북상면(北上面) 덕곡동/장성동, 덕산동/장자동, 내백리/외백리, 용연동/이곡동, 용전동/신성동 | 곡강면(曲江面) | 덕성동, 덕장동, 양백동, 용곡동, 용전동 |
| 흥해군 북하면(北下面) 방근리/금사동/장동, 방어동/오항동/검단리 일부, 용소동/임천동/신담동/굴산동, 강서동/강북동, 흥안리 | 곡강면(曲江面) | 금장동, 오도동, 용천동, 칠포동, 흥안동 |
| 흥해군 서면(西面) 냉천동/점촌동/마장동/충곡동/성하리, 초곡동, 학림동/천상동 | 달전면(達田面) | 성곡동, 초곡동, 학천동 |
| 흥해군 남면(南面) 연화동/덕성동/대곡동, 광방리/달전리, 강양동/원강리/원동/용잠동/유득리, 이인동/(서면)초리동, 자방리/등명동, 칠전리/송학리 | 달전면(達田面) | 대련동, 달전동, 유강동, 이인동, 자명동, 학전동 |
| 흥해군 서부면(西部面) 마산리, 기산리/용산리/매곡리/용연동, 북송리/두내동, 약전동/북서리/중흥리/서북문리, 교동/죽림동/옥리동/성서리/신정리/사리 | 흥해면         | 마산동, 매산동, 북송동, 약성동, 옥성동 |
| 흥해군 동부면(東部面) 남산동/성황동/(서부면)역곡리, 망창동/벌천리/(동하면)서원동 일부, 동성동/서성동/북성동, 야성리/중리동/봉안리, 전성리/학성리/북흥리/북문리 | 흥해면         | 남성동, 망천동, 성내동, 중성동, 학성동 |
| 흥해군 동하면(東下面) 너구동/흥곡동/곡강동/봉림동, 송동/남대동/남휴동/서원동 일부, 소한리/용덕리, 우목리, 죽천리/죽별리/지을리 | 흥해면         | 곡강동, 남송동, 용한동, 우목동, 죽천동 |
| 흥해군 동상면(東上面) 두호동/관대동/이진동/설미동, 사양동/송곡동/신덕리, 여남동/갈마동, 우현동/여천동 일부, 원촌동/침촌동/장흥리/성곡동, 창포동/한전동/이라동, 학산동/아호동/용담동 일부/여천동 일부, 소자동/신촌동 | 포항면         | 두호동, 양덕동, 여남동, 우현동, 장성동, 창포동, 학산동, 환호동 |
| 연일군 북면(北面) 대도동/하도동, 득량동, 상도동/(읍내면)효자동 일부, 포항동 일부, 죽도동/포항동 일부, 학잠동, 해도동/(동면)송호동, 포항동 일부/(흥해군 동상면)신흥동/여천동 일부/용담동 일부 | 포항면         | 대도동, 득량동, 상도동, 용흥동, 죽도동, 학잠동, 해도동, 포항동 |
| 연일군 남면(南面) 공수동, 남성동/(서면)성좌동, 대각동/건덕동/사정동 일부, 산여동, 상송동/하송동/오정동 일부, 옥명동/수각동, 장동리/관동리/사정동 일부/덕동 일무, 제내동/신천동/오정동 일부, 홍계동/덕동 일부, 호동리 | 대송면         | 공수동, 남성동, 대각동, 산여동, 송동, 옥명동, 장동, 제내동, 홍계동, 호동 |
| 연일군 동면(東面) 송오동/동촌동 일부, 송내동 일부/괴동동 일부, 송정동, 장흥동/오흥동, 괴동동/송내동 일부 | 대송면         | 동촌동, 송내동, 송정동, 장흥동, 괴동동 |
| 연일군 서면(西面) 우복동/사가동, 인주동, 중단동, 원동리/중명리/(경주군 강동면)중명리, 택전동 | 연일면         | 우복동, 인주동, 중단동, 중명동, 택전동 |
| 연일군 읍내면(邑內面) 신흥동/괴정동/서문동, 대잠동/논곡동, 동문동/영춘동, 생지동, 오천동/북리동/당사동, 이동/무소동, 지곡동/굴암동, 유득동/효자동 일부 | 연일면         | 괴정동, 대잠동, 동문동, 생지동, 오천동, 이동, 지곡동, 효자동 |
| 연일군 고현면(古縣面) 갈평동/문성동 일부, 광명동, 문덕동/신기동/신평동/죽전동 일부/(일월면)신흥동 일부, 문충동/신광동/문성동 일부, 용산동, 하원동/상원동 일부/죽전동 일부, 인덕동/상원동 일부/(동면)동촌동 일부, 진전동, 항사동/(경주군 내동면)왕산리 일부 | 오천면         | 갈평동, 광명동, 문덕동, 문충동, 용산동, 원동, 인덕동, 진전동, 항사동 |
| 연일군 일월면(日月面) 구정동/일월동 일부, 정천동/금광동/중흥동 일부/신정동 일부/(장기군 서면)냉천리 일부, 세계동/신흥동 일부/중흥동 일부, 중리동/신정동 일부, 용덕동/일광동 일부, 일월동 일부/일광동 일부, 청림동 | 오천면         | 구정동, 금광동, 세계동, 신정동, 용덕동, 일월동, 청림동 |
| 연일군 동해면(東海面) 도구동/입석동, 약전동, 석동리, 조사동/임곡동, 흥덕동/입암동, 마산동, 상흥동/하흥동/직환동/(장기군 내북면)중흥동 일부, 발산동/여사동, 구만동/보천동, 대동배동/정천동 | 동해면         | 도구동, 약전동, 석동, 임곡동, 입암동, 마산동, 흥환동, 발산동, 구만동, 대동배동 |
| 장기군 현내면(縣內面) 황계리/대원리, 금곡리, 석원리/두내리, 마현리/명장리, 거산리/방일리/평동리/괴동리, 마산리/서화리/신월리, 수촌리/시동리/성황리, 죽하리/창암리/신양리, 양진리/양평리/양월리, 수용리/영암리, 동부리/죽성리/죽전리, 임동리/임서리 | 장기면         | 계원리, 금곡리, 두원리, 마현리, 방산리, 산서리, 수성리, 신창리, 양포리, 영암리, 읍내리, 임중리                                                                                         |
| 장기군 서면(西面) 범오리/금곡리, 대곡리, 대초리/이진리, 칠전리/모포리, 명촌리/노곡리/서부리, 구계리/창계리/신덕리, 하정리/냉천리 일부, 죽곡리/상정리/중정리, 상창리/중창리/반금리, 재필리/을계리/학곡리, 학삼리/박곡리 | 봉산면         | 금오리, 대곡리, 대진리, 모포리, 서촌리, 신계리, 정천리, 죽정리, 창지리, 학계리, 학곡리                                                                                                 |
| 장기군 외북면(外北面) 명월리/강금리/사지리, 사라리/신동리/창주리, 눌태리, 대천리/보천리, 범진리/삼정리, 두일리/석병리, 후동리 | 창주면(滄洲面) | 강사리, 구룡포리, 눌태리, 대보리, 삼정리, 석병리, 후동리 |
| 장기군 내북면(內北面) 공당리/수척리, 도구리/구평리/조암리, 병포리, 대박리/상정리, 상성리/하성리/달길리, 장길리, 중산리, 중흥리 일부, 당사리/하정리/임물리 | 창주면(滄洲面) | 공당리, 구평리, 병포리, 상정리, 성동리, 장길리, 중산리, 중흥리, 하정리 |
| 청하군 현내면(縣內面) 동문리/교동, 남천리/필미리/관덕리/(동면)호암리 일부, 방어리/(북면)조사리 일부, 용산리/외휘리/화지동 일부/(흥해군 북하면)오두리, 월아리/개포리/중휘리/소근동/(내북면)외삼동 일부, 하필리/화지동 일부/(내북면)송천리 일부 | 청하면         | 덕성리, 미남리, 방어리, 용두리, 월포리, 필하리 |
| 청하군 서면(西面) 명암리/안심리, 상대리/(동면)고현리 일부, 감정리/금정리/외청리 일부/서계리 일부, 유천리/황암리/서계리 일부, 내청리/외청리 일부, 하대리/(동면)고현리 일부 | 청하면         | 명안리, 상대리, 서정리, 유계리, 청계리, 하대리 |
| 청하군 동면(東面) 이곡리/이장리/고현리 일부, 소동 일부/호암리 일부/신흥리 일부, 소동 일부/신흥리 일부/(흥해군 북하면)검단리 일부, 이가리/자암리/소동 일부/청진동 일부, 청진동 일부/(흥해군 북하면)청진동 일부/송정동 일부/포리동 일부 | 청하면         | 고현리, 소동리, 신흥리, 이가리, 청진리 |
| 청하군 북면(北面) 산령동/수방동/두곡동 일부, 북중리/동하동/학산동 일부/하광동 일부, 지경동/두곡동 일부/화산리 일부, 대진동/화산리 일부/이진동 일부 | 송라면         | 대전리, 중산리, 지경리, 화진리 |
| 청하군 내북면(內北面) 광천리/(북면)하광동 일부/학산동 일부, 관동/송천리 일부/외일동 일부/외삼동 일부, 방화동 일부/(북면)이진동 일부/독석리, 방화동 일부/조사리 일부, 외일동 일부/외삼동 일부, 외이동/외일동 일부/외삼동 일부 | 송라면         | 광천리, 덕천리, 방석리, 조사리, 하송리, 상송리 |
| 청하군 죽남면(竹南面) 원촌/송내동/평지동/신기동 일부/(죽북면)현내동 일부, 침곡리, 감곡동, 개일리/광천리/답동 일부, 상옥리, 가사리 일부, 정자동, 지평동/답동 일부/(영천군 자양면)신당동 일부, 하옥리 일부/중옥리, 상산리/하산리/가사리 일부 | 죽남면         | 입암리, 침곡리, 감곡리, 일광리, 상옥리, 가사리, 정자리, 지동리, 하옥리, 매현리 |
| 청하군 죽북면(竹北面) 방흥리, 현내동 일부, 현내동 일부/(죽남면)두마동, 봉계동, 소월리/고평리/현내동 일부, 덕상리/덕하리/황정리, 석계리, 오사리 일부, 오사리 일부/(청송군 현동면)병포동 일부 | 죽북면         | 방흥리, 현내리, 두마리, 봉계리, 월평리, 합덕리, 석계리, 상사리, 하사리 |
- 1917년 포항면 일부를 형산면으로 분면하였다. (18면)
- 1931년 4월 1일 포항면을 포항읍으로 승격하였다.[5] (1읍 17면)

| 구 행정구역         | 신 행정구역 |
| ------------------- | --- |
| 포항동(浦項洞)      | 본정(本町), 초음정(初音町), 영정(榮町), 명치정(明治町), 소화정(昭和町), 남빈정(南濱町), 동빈정1~2정목(東濱町1~2丁目), 신흥정(新興町), 욱정(旭町), 중정(仲町) |
| 학산동(鶴山洞) 일부 | 천구정(川口町) |
- 1934년 4월 1일 죽남면과 죽북면을 죽장면으로, 장기면과 봉산면을 지행면으로 합면하였다.[6] (1읍 15면)

| 도령 제83호 |             |
| 구 행정구역 | 신 행정구역 |
| 죽남면 일원 | 죽장면 일원 |
| 죽북면 일원 | 죽장면 일원 |
| 장기면 일원 | 지행면 일원 |
| 봉산면 일원 | 지행면 일원 |
- 1938년 10월 1일 형산면 등을 포항읍에 편입하였다.[7](1읍 14면)

| 조선총독부령 제197호             |             |
| 구 행정구역                      | 신 행정구역 |
| 형산면 일원                      | 포항읍 일부 |
| 대송면 송정동 일부(→향도동 신설) | 포항읍 일부 |
- 1942년 10월 1일 창주면 일부를 구룡포읍으로 승격하였다.[8] (2읍 13면)

| 조선총독부령 제243호                  |               |
| 구 행정구역                           | 신 행정구역   |
| 창주면 공당동, 상정동, 중산동, 중흥동 | 동해면 일부   |
| 창주면 일원(4개 리 제외)              | 구룡포읍 일원 |
| 동해면 구만동                         | 구룡포읍 일원 |
- 1945년 구룡포읍 대보출장소를 설치하였다.
- 1949년 8월 14일 포항읍을 포항부로 승격하였다. (1읍 13면)
- 1949년 8월 15일 포항부를 포항시로 개칭하였다.
- 1956년 7월 8일 흥해면과 곡강면을 의창면으로 합면하였다. (1읍 12면)

| 구 행정구역 | 신 행정구역 |
| ----------- | ----------- |
| 흥해면 일원 | 의창면 일원 |
| 곡강면 일원 | 의창면 일원 |
- 1957년 10월 29일 달전면을 폐지하고, 의창면과 연일면에 분할 편입하였다.[9] (1읍 11면)

| 법률 제451호 지방자치단체의폐치분합및구역변경에관한법률 |             |
| 구 행정구역                                             | 신 행정구역 |
| 달전면 초곡동, 학천동, 성곡동, 이인동, 대련동           | 의창면 일부 |
| 달전면 학전동, 달전동, 자명동, 유강동                   | 연일면 일부 |
- 1967년 3월 1일 기계면 기북출장소를 설치하였다.
- 1973년 7월 1일 의창면을 의창읍으로 승격하였다. (2읍 10면) 대송면 및 오천면 각 일부를 포항시에 편입하였다.[10]

| 대통령령 제6542호 시·군·구·읍·면의관할구역변경에관한규정 |             |
| 구 행정구역                                              | 신 행정구역 |
| 대송면 장흥동, 괴동동, 송내동, 송정동                    | 포항시 일부 |
| 오천면 인덕동, 청림동                                    | 포항시 일부 |
| 오천면 신정동, 금광동, 일월동                            | 동해면 일부 |
| 의창면 일원                                              | 의창읍 일원 |
| 송라면 덕천동                                            | 청하면 일부 |
- 1980년 12월 1일 연일면, 오천면을 각각 연일읍, 오천읍으로 승격하였다. (4읍 8면)
- 1983년 2월 15일 연일읍 및 동해면 각 일부 동을 포항시에, 죽장면 하옥리 일부를 영덕군 달산면에 편입하였다. 의창읍을 흥해읍으로 개칭하였다.[11]

| 대통령령 제11027호                  |             |
| 구 행정구역                         | 신 행정구역 |
| 연일읍 대잠동, 효자동, 지곡동, 이동 | 포항시 일부 |
| 동해면 일월동                       | 포항시 일부 |
- 1986년 4월 1일 구룡포읍 대보출장소와 기계면 기북출장소를 각각 대보면, 기북면으로 승격하였다. (4읍 10면)

| 구 행정구역                                                   | 신 행정구역 |
| ------------------------------------------------------------- | ----------- |
| 구룡포읍 구만동, 강사동, 대보동                               | 대보면 일원 |
| 동해면 대동배동                                               | 대보면 일원 |
| 기계면 용기동, 오덕동, 성법동, 탑정동, 대곡동, 관천동, 율산동 | 기북면 일원 |
- 1987년 1월 1일 대송면 일부를 포항시에 편입하였다.

| 구 행정구역                                      | 신 행정구역 |
| ------------------------------------------------ | ----------- |
| 대송면 호동, 제내동 일부, 송동 일부, 옥명동 일부 | 포항시 일부 |
- 1991년 12월 1일 지행면을 장기면으로 개칭하였다.
- 1995년 1월 1일 포항시와 영일군을 통합하여, 통합 포항시가 출범하였다.[12](2구, 4읍, 10면, 25동) 일반구인 북구, 남구를 설치하였다.[13]

| 시조례 제10호 구 설치와 관할구역에 관한 조례                    |                  |
| 구 행정구역                                                     | 신 행정구역      |
| 영일군 흥해읍, 기계면, 기북면, 송라면, 신광면, 죽장면, 청하면   | 포항시 북구 일부 |
| 영일군 구룡포읍, 연일읍, 오천읍, 대보면, 대송면, 동해면, 장기면 | 포항시 남구 일부 |

## 같이 보기
- 경상도
- 경상북도
- 영일만
- 포항시